# Makarska Riviera

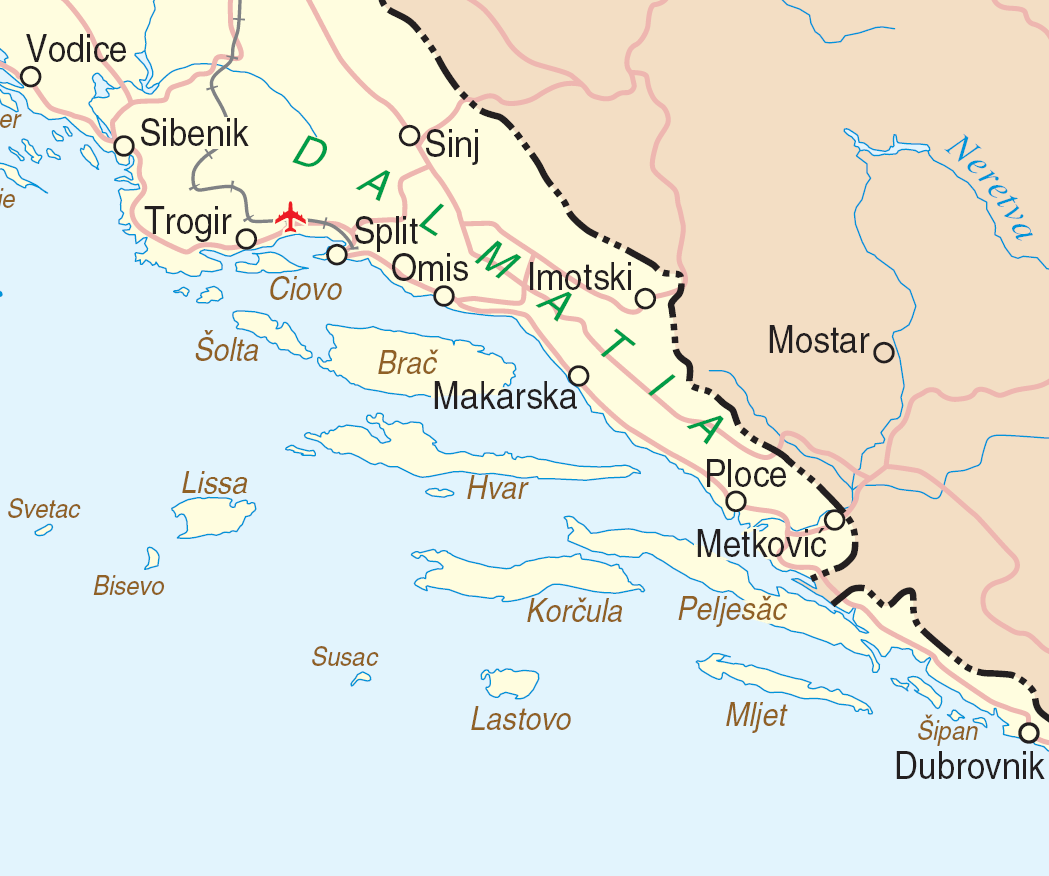
Die Riviera von Omis bis Peljesac mit den vorgelagerten Inseln

Die Makarska Riviera ist ein Abschnitt der kroatischen Adriaküste in Dalmatien.
Namensgebender Hauptort ist die Stadt Makarska.

## Lage
Die Makarska Riviera umfasst den etwa 45 km langen Küstenabschnitt zwischen Brela im Norden und Gradac im Süden. Dabei verläuft sie von Nordwesten nach Südosten und wird im Landesinnern jeweils vom Küstengebirge begrenzt. Die Zufahrt ist von der Autostraße im Biokovo-Gebirge oder über die Jadranska Magistrala möglich.

## Orte an der Riviera
Neben dem Hauptort Makarska liegen noch folgende Orte an diesem Küstenstreifen:

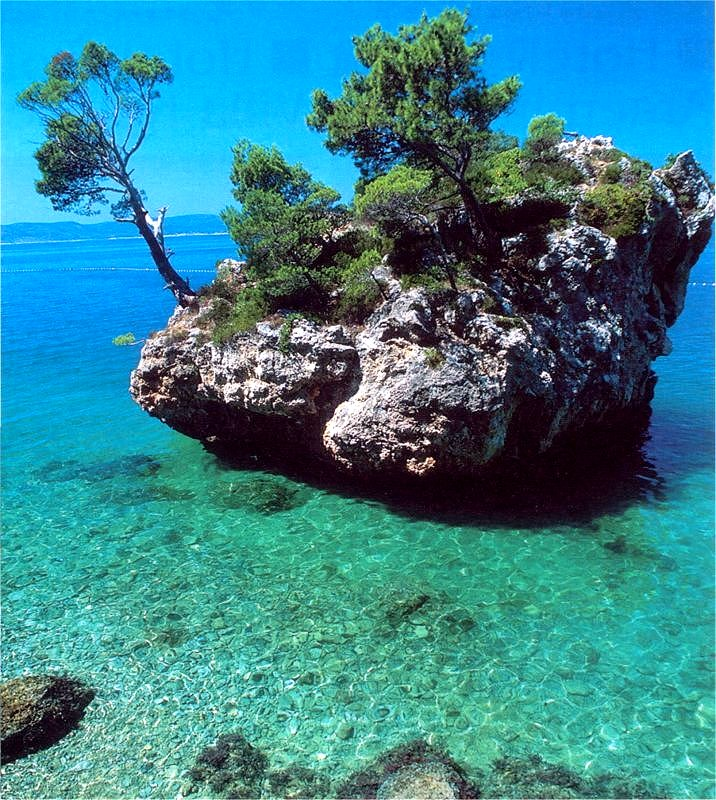
Brela an der Makarska Riviera

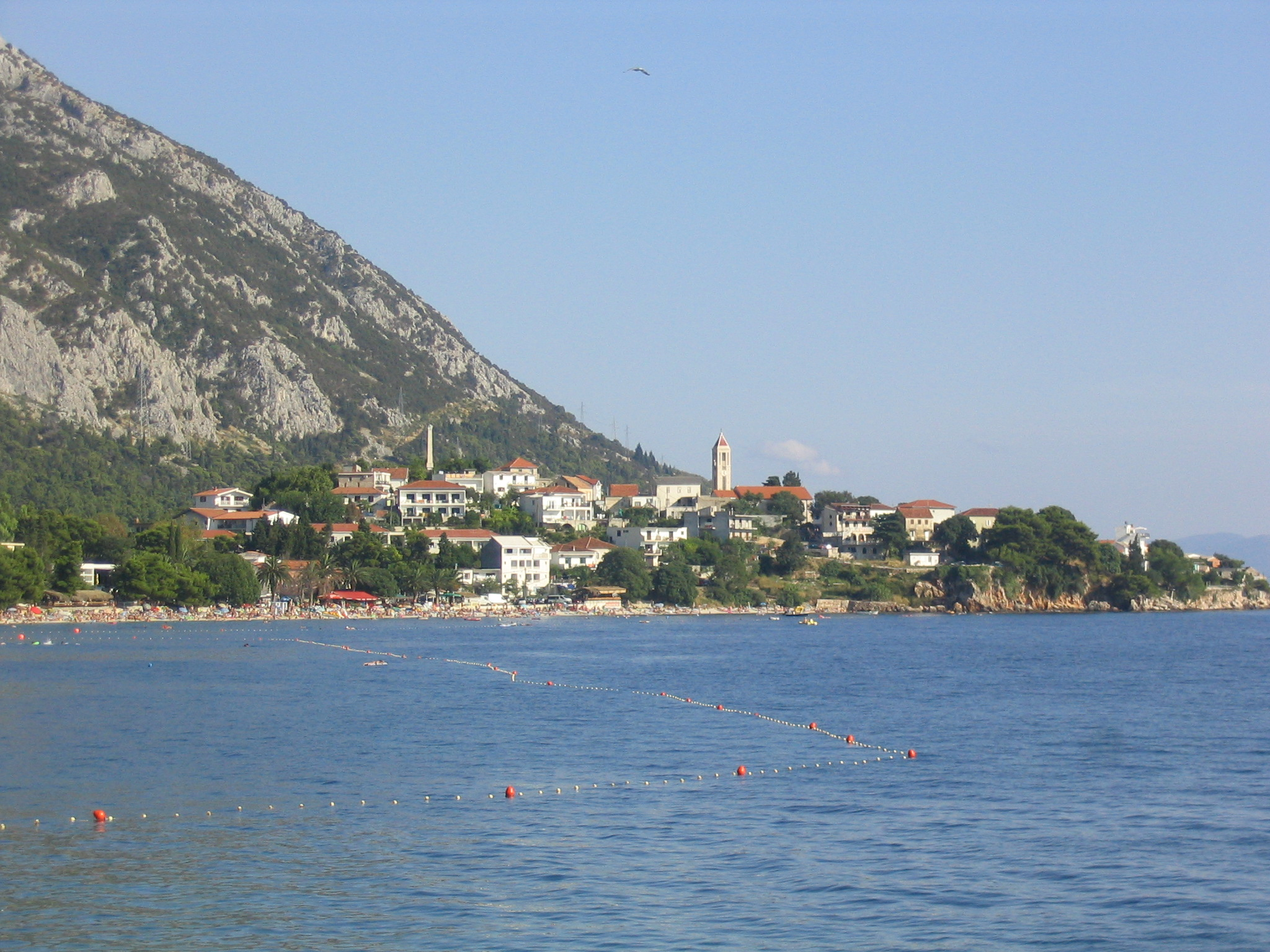
Gradac

- Brela
- Baška Voda
- Promajna
- Krvavica
- Tučepi
- Podgora
- Bratuš
- Drašnice
- Igrane
- Živogošće
- Drvenik
- Zaostrog
- Podaca
- Brist
- Gradac

## Inseln in der Riviera
Zur Makarska Riviera gehören einige vorgelagerte Inseln, die zu den dalmatinischen Inseln zählen. Sie sind entweder mit Fähren von der Makarska Riviera aus erreichbar oder über die nahe gelegenen Häfen von Split oder Drvenik. Die bekanntesten Inseln in der Nähe der Makarska Riviera sind:
- Brač,
- Hvar,
- Korčula